# Pay No Mind
Pay No Mind è un singolo del gruppo musicale statunitense Alter Bridge, pubblicato il 25 luglio 2019 come secondo estratto dal sesto album in studio Walk the Sky.

## Descrizione
Rispetto a quanto operato in passato, questo brano mette in maggior rilievo varie sezioni di tastiera (curate dal frontman Myles Kennedy e dal produttore storico Michael "Elvis" Baskette), oltre a un approccio differente della chitarra da parte di Mark Tremonti.
Una versione dal vivo è stata inclusa nell'EP Walk the Sky 2.0 del 2020.

## Video musicale
Sebbene non sia stato realizzato alcun video ufficiale, nello stesso giorno di pubblicazione del singolo il gruppo ha reso disponibile un filmato statico con la copertina del disco in primo piano attraverso il proprio canale YouTube.

## Tracce
1. Pay No Mind – 4:16
2. Wouldn't You Rather – 3:49

## Formazione
Gruppo
- Myles Kennedy – voce, chitarra, strumenti ad arco, tastiera, programmazione
- Mark Tremonti – chitarra, voce
- Brian Marshall – basso
- Scott Phillips – batteria

Altri musicisti
- Michael "Elvis" Baskette – strumenti ad arco, tastiera, programmazione

Produzione
- Michael "Elvis" Baskette – produzione, missaggio
- Jef Moll – ingegneria del suono, montaggio digitale
- Josh Saldate – assistenza tecnica
- Brad Blackwood – mastering